# اچ‌دی ۳۴۸۸۰
اچ‌دی ۳۴۸۸۰ (انگلیسی: HD 34880) یک ستاره غول آبی با قدر ۶.۴۱ در صورت فلکی شکارچی است و ۶۷۹ سال نوری از منظومه شمسی فاصله دارد